# 安徽国贸集团
安徽国贸集团控股有限公司，成立于2006年3月，原安徽省人民政府国有资产监督管理委员会监管的安徽省属国有企业，2018年底经安徽省人民政府批准与安徽海螺集团有限责任公司重组，成为海螺集团控股子公司。主要经营范围包括运营和管理授权经营的国有资产，经营投资，开展服务贸易等。
根据中国企业联合会、中国企业家协会发布的“2017年中国企业500强”榜单显示，安徽国贸集团以316.9亿元营业收入位列中国企业500强第450位；根据安徽省企业联合会发布的“2017安徽省百强企业”榜单显示，安徽国贸集团位列安徽省百强企业第15位。

## 控股公司
安徽国贸集团现有成员企业13家、托管企事业单位18家；其中，集团核心成员企业5家：
- 安徽省安粮集团有限公司
- 安徽省技术进出口股份有限公司
- 安徽轻工国际贸易股份有限公司
- 安徽省服装进出口股份有限公司
- 安徽进出口股份有限公司